# Криза Матеоти
Кризата Матеоти е епизод от управлението на Бенито Мусолини в Италия, развила се през 1924 г. Тя е критичен момент за фашизма, първият, в който той е могъл да бъде премахнат. Развива се след изборите от началото на 1924 г. и след като Джакомо Матеоти - един от лидерите на Унитарната социалистическа партия - изнася реч в парламента, с която разобличава извършените фалшификации. Матеоти изчезва и скоро се разбира, че за това е отговорно правителството. Всички опозиционни партии искат от краля да уволни Мусолини, но той не го прави. След като преживява шока, фашисткият лидер прибягва към насилие, за да смаже опозицията и да възстанови авторитета си.

## Отвличането на Матеоти
След като става министър-председател (октомври 1922) с подкрепата на краля и богатите индустриалци, Мусолини управлява Италия, умело лавирайки между интересите на останалите партии. Той обаче се нуждае от мнозинство в парламента и по инициатива на неговия депутат Джакомо Ачербо се приема нов изборен закон. Той дава право на най-голямата партия (ако има поне 25% от гласовете) да вкара в парламента 66% от депутатите. Това е отговор на съществуващата ситуация на нестабилни мнозинства и правителства. На изборите на 6 април 1924 г. въоръжените отряди на Мусолини (т. нар. скуадри) използват насилие, извършват се всякакви нередности и резултатът е, че Националната фашистка партия печели две трети от гласовете. На 30 май Джакомо Матеоти безкомпромисно разкритикува действията на правителството и заключава, че то нито е получило, нито заслужава одобрението на италианския народ.
Матеоти е родeн на 22 май 1885 г. в богато индустриално семейство и завършва право в Болоня. Става член на Социалистическата партия, а от 1919 г. е и депутат. Тъй като много е пътувал в Европа, придобива тежест в партията си и неговата неизменна критика към фашизма го издига до върховете ѝ. С факти и статистики той показва на страниците на социалистическите вестници недостатъците на Мусолини и неговите идеи. Речта му прелива чашата на търпението и е посрещната гневно от фашистките депутати. Те сипят заплахи и искат линчуването му. Дори Мусолини се включва в бъркотията. На 10 юни фашистка банда, ръководена от А. Думини го отвлича и за около два месеца Матеоти просто изчезва. През август тялото е открито и става известно, че е бил жестоко пребит и умъртвен, после скрит в покрайнините на Рим.

## Начало на кризата
Дори преди тялото да бъде открито, всички приемат, че Матеоти е станал жертва на фашисткото насилие. Мусолини не може да бъде директно обвинен, но доверието към него започва да спада. „Депутати са убивани и по-рано и е чудно, че точно това престъпление събужда такъв гняв в Италия и възмущение зад граница“, пише Пол Джонсън. Републиканецът Карло Сфорца, тогава сенатор, публично иска оставката на министър-председателя, както и да бъде арестуван. По улиците са проведени демонстрации, а редица депутати отказват да работят в парламента, докато Мусолини е там. Кризата става особено остра и Мусолини се опасява, че кралят ще се поддаде на натиска и ще го уволни. Ето защо той се разправя с всички, които са замесени в престъпланието - Думини е арестуван и хвърлен в затвора, няколко служители са уволнени, накрая се стига до уволнението и на вътрешния министър Емилио де Боно. Като назначава на мястото му умерения Луиджи Федерцони, Мусолини показва, че фашизмът може да прави отстъпки и евентуално, че може да бъде контролиран. Така той възвръща доверието на краля и индустриалците към него, които го предпочитат пред възможното издигане на левите партии. На 17 юни фашисткият лидер се среща с краля, който потвърждава, че ще го остави на поста му. „Аз знам, че Мусолини ми е верен и че не може да има нищо общо със случилото се. Той ще остане в правителството“, казва после Виторио Емануеле ІІІ. Това предизвиква недоволството на опозиционните партии и на между

## Авентинският блок
Опозиционните депутати напускат парламента и поставят правителството в изолация. Това напомня един момент от историята на Древен Рим, когато плебеите се оттеглят на Авентинския хълм в Рим. Ето защо Комитетът на опозиционните фракции се нарича Авентински. Той пише меморандум до краля с искане да уволни Мусолини, но меморандумът дори не е приет. Опозицията се отказва да използва насилие, за да покаже, че морално стои по-високо от правителството. Психологически това е най-силният ѝ ход, но на практика той показва слабост и липса на решителност. По-късно Мусолини казва, че с малко повече категоричност тя е могла да го свали от властта. Блокът развива активна пропаганда по вестниците и все повече хора са привлечени от каузата му. Дори бившият премиер Джовани Джолити, който първоначално подкрепя кабинета, през ноември се заявява като опозиционер. Мусолини показва разкаяние и умереност и обявява край на революционния етап на фашизма. В същото време той действа бързо и поисква вот на доверие от сената. Щом го получава, реорганизира отново правителството, назначавайки министри от други партии - личности, които са склонни на компромис с него. Така Авентинският блок започва да губи позиции. Ако в началото е изглеждало, че с Мусолини е свършено, постепенно тази илюзия се разсейва.

## Контранастъплението на фашистите
Примирителната политика на Мусолини не се харесва на много от редовите му последователи и те настояват за насилствено смазване на опозицията. Искат „втора вълна“ на насилие. През декември те планират вътрешен преврат в Националната фашистка партия и замяната на лидера с по-решителна личност. Техният водач е Чезаре Роси, който издава меморандум по въпроса. Мусолини е заплашен пряко от недоволните, дори животът му е поставен под въпрос. Това най-после го принуждава да вземе решителни мерки. На 3 януари 1925 г. в паметна реч пред парламента (понякога определяна като безочлива) той поема цялата отговорност: „Аз и само аз поемам моралната, политическата и историческата отговорност за всичко случило се от началото на моето управление“ заявява той. Обещава да реши проблема до 48 часа и пуска скуадрите да потопят обществото в терор. Физически и нравствено опозицията е смазана, а режимът му стабилизира позициите си. Никога повече, чак до фаталната 1943 г., Мусолини не си позволява подобна слабост и малодушие.
В следващите месеци се осъществява бързо фашизиране на държавата чрез серия укази и закони. Потъпкано е правото да се създават партии, силно ограничена е свободата на печата, авентинските депутати са отстранени от парламента, администрацията е прочистена от „несигурни елементи“. Така се утъпква пътя към въвеждането на откритата фашистка диктатура в началото на 1926 г.